# Бэнгс, Аутрам
Аутрам Бэнгс (англ. Outram Bangs, 12 января 1863, Уотертаун, Массачусетс — 22 сентября 1932, Уэрем, Массачусетс) — американский зоолог.

## Биография
Учился в Гарвардском университете с 1880 по 1884 год. В 1890 году он начал систематические исследования млекопитающих восточной части Северной Америки, а также собирать образцы птиц. Он написал 70 книг и статей, из них только о млекопитающих 55. Его собрание состояло из более чем 10 000 препаратов и черепов млекопитающих более ста различных видов. В 1899 году он передал свою коллекцию Гарвардскому колледжу.
Бэнгс был назначен помощником в отделении млекопитающих в Гарварде, а в 1900 году — куратором млекопитающих в Гарвардском музее сравнительной зоологии. Он посетил Ямайку в 1906 году и собрал более 100 птиц, но ему пришлось вскоре прервать экспедицию из-за начавшейся лихорадки денге. В 1908 году он передал свою коллекцию, состоящую из более 24 000 препаратов птиц, в Музей сравнительной зоологии. В 1925 году Бэнгс объехал Европу, чтобы посетить музеи естественной истории и обменяться научными взглядами с орнитологами.
Бэнгс впервые научно описал многие роды, виды и подвиды животных, часто в соавторстве с другими зоологами.

## Эпонимы
Томас Эдвард Пенард (1878—1936) назвал в честь Бэнгса род птиц Bangsia из семейства танагровых. Джоэл Азаф Аллен (1838–1921) в 1900 году назвал в честь Бэнгса новый вид птиц Grallaria bangsi. Многие подвиды птиц и млекопитающих имеют в своём латинском названии эпитет bangsi.

## Публикации
- A new raccoon from Nassau Island, Bahamas. In: Proceedings of the Biological Society of Washington. Bd. 12, 1898, S. 91-92.
- Description of a new fox from Santa Marta, Colombia. In: Proceedings of the Biological Society of Washington. Bd. 12, 1898, S. 93-94.
- A new murine opposum from Margarita Island. In: Proceedings of the Biological Society of Washington. Bd. 12, 1898, S. 95-96.
- On some birds from the Sierra Nevada de Santa Marta, Colombia. In: Proceedings of the Biological Society of Washington. Bd. 12, 1898, S. 131-144.
- On some birds from Pueblo Viejao, Colombia. In: Proceedings of the Biological Society of Washington. Bd. 12, Nr. 5, 1898, S. 157-160.
- Descriptions of some new mammals from the Sierra Nevada de Santa Marta, Colombia. In: Proceedings of the Biological Society of Washington. Bd. 12, 1899, S. 161-165.
- A new race of the little harvest mouse from West Virginia. In: Proceedings of the Biological Society of Washington. Bd. 12, 1898, S. 167-168.
- On some birds from the Sierra Nevada de Santa Marta, Colombia. In: Proceedings of the Biological Society of Washington. Bd. 12, 1898, S. 171-182.
- Rudolf Blasius: The hummingbirds of the Santa Marta Region of Colombia. In: The Auk. Bd. 16, Nr. 2, 1899, S. 135-139.
- The Florida Puma. In: Proceedings of the Biological Society of Washington. Bd. 13, 1899, S. 15–17.
- On some new or rare birds from the Sierra Nevada de Santa Marta, Colombia. In: Proceedings of the Biological Society of Washington. Bd. 13, 1899, S. 91-108.
- The Mammals and Birds of the Pearl Islands, Bay of Panama. In: Bulletin of the Museum of Comparative Zoology at Harvard College. Bd. 46, Nr. 8, 1905, S. 137–160.
- Notes on the Birds and Mammals of the Arctic Coast of East Siberia. In: Proceedings of the New England Zoölogical Club. Bd. 5, 1914, S. 1–66.
- A new song sparrow from Novia Scotia. In: Proceedings of the New England Zoölogical Club. Bd. 5, 1914, S. 67–68.
- The American forms of Gallinula chloropus (Linn.). In: Proceedings of the New England Zoölogical Club. Bd. 5, 1914, S. 93-99.